# Corrente faradica (elettrochimica)
In elettrochimica, con il termine corrente faradica si intende la corrente che si sviluppa in corrispondenza dell'interfaccia elettrodo-elettrolita (in conseguenza delle reazioni che intervengono tra le specie chimiche nell'elettrolita e la superficie dell'elettrodo), in contrapposizione della corrente di carica (o corrente non-faradica), che è data allo spostamento degli ioni nell'elettrolita.
Il contributo della corrente faradica può essere calcolato attraverso le leggi di Faraday sull'elettrolisi (da cui il nome di "corrente faradica"):
i = nFAν
essendo:
- n il numero di moli;
- i l'intensità di corrente faradica;
- F la costante di Faraday;
- A l'area dell'elettrodo;
- ν la velocità di reazione, pari alla variazione di concentrazione per unità di tempo, espressa in mol/s.

Il contributo della corrente non-faradica non è invece determinabile per via teorica, per cui durante lo svolgimento di un esperimento si cerca sempre di minimizzare il contributo della corrente non-faradica.